# Квинт Фурий
Квинт Фурий (на латински: Quintus Furius; * 460; † 440 пр.н.е.) e политик на Римската република от 5 век пр.н.е.
Произлиза от фамилията Фурии. През 449 пр.н.е. става Понтифекс максимус на Рим. Когато плебеите се бунтуват и оттеглят на планината Mons Sacer („Свещената планина“) при втората си сецесия той ръководи преговорите с тях за номинацията на народните трибуни.